# CYNE
CYNE (gesprochen „sign“, Akronym für „Cultivating Your New Experience“) ist eine aus Gainesville, Florida stammende Alternative-Hip-Hop-Gruppe. Sie besteht aus den Rappern Akin (Akin Yai) und Cise Star (Clyde Graham) sowie den Produzenten Speck (Michael Gersten) und Enoch (David Newell). Ihre Musik weist verschiedenste Einflüsse von Neo Soul über Trip-Hop bis zu traditioneller afrikanischer Musik auf. Die Inhalte von Akins und Cise Stars metaphernreichen Texten sind oft politisch und sozialkritisch, durch ihre jeweilige Herkunft auch panafrikanisch und religiös geprägt.
Die beiden MCs lernten sich auf der High School kennen, nachdem Akin mit seinen Eltern vom afrikanischen Benin nach Gainesville gezogen war. Sie gründeten gemeinsam die Gruppe Phalanx und machten 2001 Bekanntschaft mit den Produzenten Speck und Enoch, die seit 1997 zusammenarbeiteten. Zusammen veröffentlichten sie mehrere Single-Schallplatten und 2003 mit Time Being ihr Debütalbum. Nach ihrem zweiten Werk Evolution Fight traten sie auf Musikfestivals und Tourneen unter anderem mit The Roots, KRS-One, El-P und Talib Kweli auf. Cise Star und Akin waren 2005 zudem auf Nujabes’ Album Modal Soul zu hören. Nach einer kostenlosen EP erschienen 2008 zwei weitere Alben von CYNE. Pretty Dark Things fiel experimenteller als die Vorgänger aus und enthielt neben starken elektronischen Einflüssen und Samples auch live instrumentierte Stücke. Im Gegensatz zu den Vorgängern wurde es aber gemischt rezensiert.

## Diskografie
Alben
- 2003: Time Being
- 2003: Cyne (Collection 1999–2003) (nur in Japan)
- 2005: Evolution Fight
- 2008: Starship Utopia
- 2008: Pretty Dark Things
- 2009: Water For Mars (nur in Japan)
- 2014: All My Angles Are Right
- 2014: Poison b/w Robert Grey

EPs
- 2004: Growing
- 2005: Running Water
- 2007: Grey Matter